# Schweizer Musikpreise
Die Schweizer Musikpreise sind seit 2014 jährlich in der Schweiz vergebene Musikpreise. Sie werden von der Eidgenössischen Jury für Musik, bestehend aus 7 Fachleuten, vergeben. Das Bundesamt für Kultur (BAK) mandatiert für das Nominationsverfahren rund zehn Experten aus dem Bereich Musik, die aus allen Regionen und Musikgenres bis zu 100 Kandidaten für die Schweizer Musikpreise ernennen.
Es werden jeweils elf Preise vergeben, darunter der Schweizer Grand Prix Musik und zehn weitere Schweizer Musikpreise und Spezialpreise Musik, die «herausragendes und innovatives Musikschaffen» in der Schweiz auszeichnen.
Der Grand Prix ist mit einem Preisgeld von 100'000 Schweizer Franken (CHF), die Schweizer Musikpreise sind jeweils mit 40'000 CHF und die Spezialpreise Musik mit je 25'000 CHF dotiert.

## Preisträger
Preisträger sind:

### 2014
(Quelle: Bundesamt für Kultur)
- Schweizer Grand Prix Musik: Franz Treichler
- Schweizer Musikpreise:
  - Dragos Tara
  - Mama Rosin
  - Franco Cesarini
  - Corin Curschellas
  - Andreas Schaerer
  - Beat-man
  - Julian Sartorius
  - Irène Schweizer
  - Steamboat Switzerland
  - Norbert Möslang
  - Ensemble Phoenix
  - Erika Stucky
  - Hans Kennel
  - Marcel Oetiker

### 2015
(Quelle: Bundesamt für Kultur)
- Schweizer Grand Prix Musik: Heinz Holliger
- Schweizer Musikpreise:
  - Philippe Albèra
  - Nik Bärtsch
  - Malcolm Braff
  - Markus Flückiger
  - Joy Frempong
  - Marcel Gschwend aka Bit-Tuner
  - Daniel Humair
  - Joke Lanz
  - Christian Pahud
  - Annette Schmucki
  - Bruno Spoerri
  - Cathy van Eck
  - Nadir Vassena
  - Christian Zehnder

### 2016
(Quelle: Bundesamt für Kultur)
- Schweizer Grand Prix Musik: Sophie Hunger
- Schweizer Musikpreise:
  - Susanne Abbuehl
  - Laurent Aubert
  - Philippe Jordan
  - Tobias Jundt
  - Peter Kernel
  - Matthieu Michel
  - Fabian Müller
  - Nadja Räss
  - Mathias Rüegg
  - Hansheinz Schneeberger
  - Colin Vallon
  - Hans Wüthrich
  - Lingling Yu
  - Alfred Zimmerlin

### 2017
(Quelle: Bundesamt für Kultur)
- Schweizer Grand Prix Musik: Patricia Kopatchinskaja
- Schweizer Musikpreise:
  - Pascal Auberson
  - Andres Bosshard
  - Albin Brun
  - Christophe Calpini
  - Elina Duni
  - Vera Kappeler
  - Jürg Kienberger
  - Grégoire Maret
  - Jojo Mayer
  - Peter Scherer
  - Stiller Has, Endo Anaconda
  - Töbi Tobler
  - Helena Winkelman
  - Jürg Wyttenbach

### 2018
(Quelle: Bundesamt für Kultur)
- Schweizer Grand Prix Musik: Irène Schweizer
- Schweizer Musikpreise:
  - Noldi Alder
  - Dieter Ammann
  - Basil Anliker aka Baze
  - Pierre Audétat
  - Laure Betris aka Kassette
  - Sylvie Courvoisier
  - Jacques Demierre
  - Ganesh Geymeier
  - Marcello Giuliani
  - Thomas Kessler
  - Mondrian Ensemble
  - Luca Pianca
  - Linéa Racine aka Evelinn Trouble
  - Willi Valotti

### 2019
(Quelle: Bundesamt für Kultur)
- Schweizer Grand Prix Musik: Cod.Act – André & Michel Décosterd
- Schweizer Musikpreise:
  - Sebb Bash
  - Pierre Favre
  - KT Gorique
  - Béatrice Graf
  - Ils Fränzlis da Tschlin
  - Michael Jarrell
  - Kammerorchester Basel
  - Les Reines Prochaines
  - Bonaventure – Soraya Lutangu
  - Rudolf Lutz
  - Björn Meyer
  - d’incise – Laurent Peter
  - Andy Scherrer
  - Marco Zappa

### 2020
(Quelle: Bundesamt für Kultur)
- Schweizer Grand Prix Musik: Erika Stucky
- Schweizer Musikpreise:
  - Martina Berther
  - Big Zis
  - Aïsha Devi
  - Christy Doran
  - Antoine Chessex
  - André Ducret
  - Hans Koch
  - Dani Häusler
  - Rudolf Kelterborn
  - Nat Su
  - Francesco Piemontesi
  - Swiss Chamber Concerts
  - Cyrill Schläpfer
  - Emilie Zoé

### 2021
(Quelle: Bundesamt für Kultur)
- Schweizer Grand Prix Musik: Stephan Eicher
- Schweizer Musikpreise:
  - Alexandre Babel
  - Chiara Banchini
  - Yilian Cañizares
  - Viviane Chassot
  - Tom Gabriel Fischer
  - Jürg Frey
  - Lionel Friedli
  - Louis Jucker
  - Christine Lauterburg
  - Roland Moser
  - Roli Mosimann
  - Conrad Steinmann
  - Manuel Troller
  - Nils Wogram

### 2022
(Quelle: Bundesamt für Kultur)
- Schweizer Grand Prix Musik: Yello
- Schweizer Musikpreise:
  - Orchestre Tout Puissant Marcel Duchamp
  - Fritz Hauser
  - Arthur Hnatek
  - Simone Keller
  - Daniel Ott
  - Ripperton
  - Marina Viotti
- Spezialpreise Musik:
  - AMR – Genève
  - Daniel «Duex» Fontana
  - Volksmusiksammlung Hanny Christen (Mülirad-Verlag)

### 2023
(Quelle: Bundesamt für Kultur)
- Schweizer Grand Prix Musik: Erik Truffaz
- Schweizer Musikpreise:
  - Carlo Balmelli
  - Mario Batković
  - Lucia Cadotsch
  - Sonja Moonear
  - Ensemble Nikel
  - Katharina Rosenberger
  - Saadet Türköz

- Spezialpreise Musik:
  - Helvetiarockt
  - Kunstraum Walcheturm
  - Pronto

### 2024
(Quelle: Bundesamt für Kultur)
- Schweizer Grand Prix Musik: Sol Gabetta
- Schweizer Musikpreise:
  - Ivo Antognini
  - Simone Aubert
  - Simone Felber
  - Leila Schayegh
  - Tapiwa Svosve
  - Zeal & Ardor
  - Zimoun

- Spezialpreise Musik:
  - SMEM
  - Lausanne Underground Film & Music Festival (LUFF)
  - Somatic Rituals

### 2025
(Quelle: Bundesamt für Kultur)
- Schweizer Grand Prix Musik: Sylvie Courvoisier
- Schweizer Musikpreise:
  - Julie Campiche
  - Thomas Demenga
  - Titus Engel
  - Jannik Giger
  - Charlotte Hug Raschèr
  - Silvio Brunner alias Stereo Luchs
  - Vox Blenii und Vent Negru
- Spezialpreise Musik:
  - Facciamo la Corte!
  - Insub Meta Orchestra
  - Norient